# Макклаймонт, Броуди
Броуди Макклаймонт (англ. Brodie McClymont, род. 1992) — австралийский шахматист, международный мастер.
Серебряный призёр чемпионата Океании 2015 г. (набрал 7½ очков из 9, разделил 1—2 места с М. Иллингуортом и проиграл дополнительный матч со счетом ½ : 1½). Участник чемпионата Океании 2017 г. (в турнире победил А. В. Смирнов).
Двукратный победитель турниров серии Гран-при Австралии (2013 и 2016 гг.). Участник чемпионата Австралии 2016 г. (6 из 11, 10—14 места; в турнире победил игравший вне конкурса К. Иззат, чемпионом стал Б. Ченг).
Бронзовый призёр турнира Australian Masters 2019 г. (победителем стал Т. Г. Куйбокаров).

## Изменения рейтинга
| Графики недоступны из-за технических проблем. См. информацию на Фабрикаторе и на mediawiki.org. |